# Veuve noire
Pour les articles homonymes, voir Veuve noire (homonymie).
Espèce
Latrodectus mactans, la veuve noire d'Amérique du Nord, est une espèce d'araignées aranéomorphes de la famille des Theridiidae. Le nom veuve noire désigne également collectivement plusieurs autres espèces d'araignées du genre Latrodectus. Ces espèces occupent une place particulière dans l'imaginaire humain, en raison notamment du puissant venin de la femelle veuve noire et de sa pratique supposée du cannibalisme sexuel qui ont inspiré de nombreux auteurs.
En dépit du folklore attaché à son nom, Latrodectus mactans ne fait pas partie des habituées du cannibalisme sexuel (contrairement à la Veuve noire à dos rouge). La femelle dévore exceptionnellement le mâle lorsque les ressources nutritives du milieu sont quasi-nulles et le mâle parvient le plus souvent à s'échapper.

## Étymologie
Le nom scientifique vient du latin latro « soldat, voleur » et du grec déktés « qui mord », allusion à ses mœurs cannibales. L'épithète  mactans signifie « exécutant, terrassant »

## Répartition
Cette espèce est originaire d'Amérique du Nord. Elle se rencontre naturellement aux  États-Unis et au Mexique entre le niveau de la mer et 3 500 mètres d’altitude.
Elle a été introduite à Hawaï et à Cuba et a été signalée en de nombreux points du globe mais elle est souvent confondue avec d'autres Latrodectus.
Elle est appelée capulina ou chintatlahua au Mexique (chintatlahua dérive du mot náhuatl tzintlatlauhqui). Elle est très fréquente dans les villes de Guadalajara et d’Aguascalientes.  

## Description

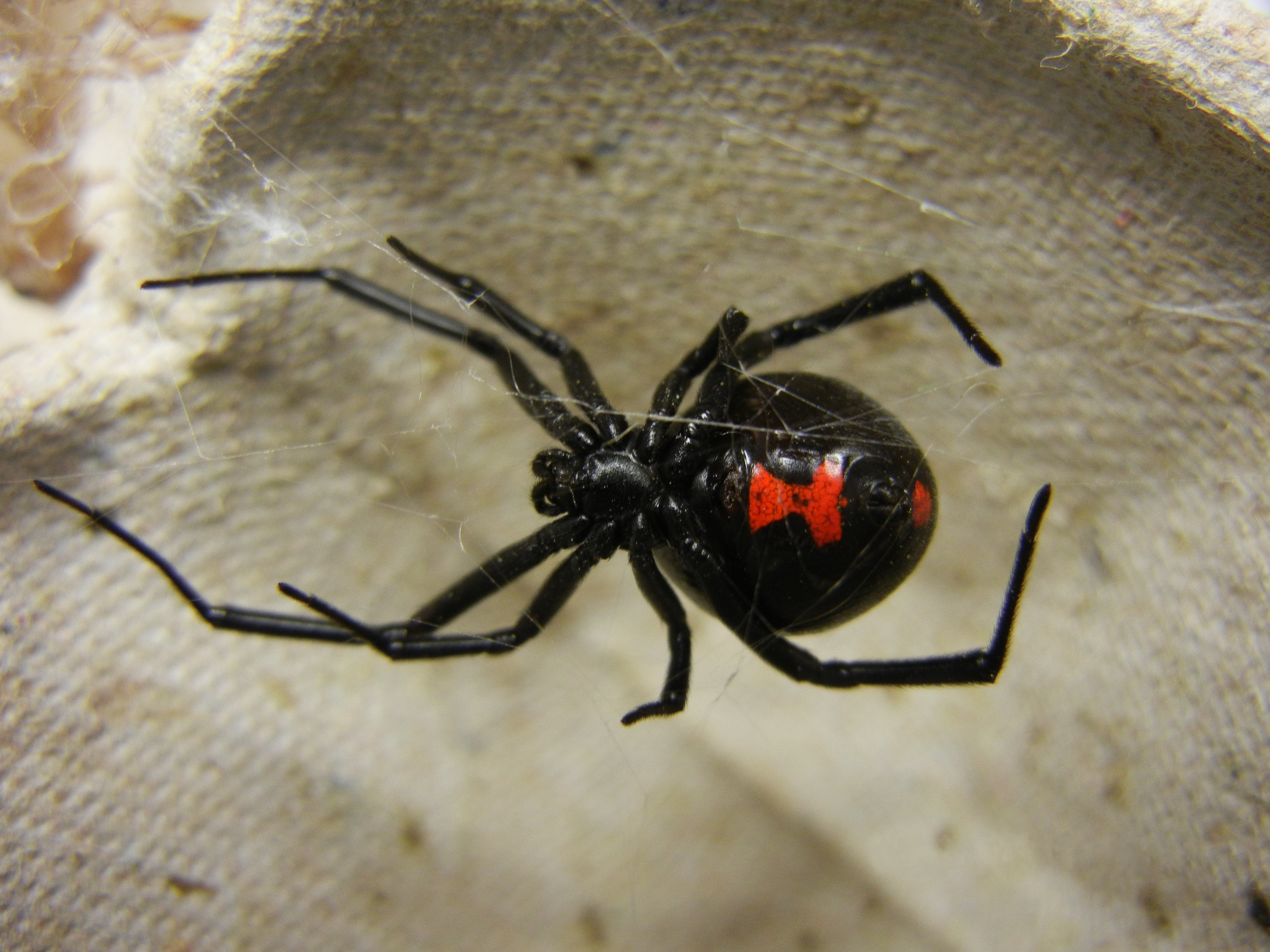
Latrodectus mactans ♀

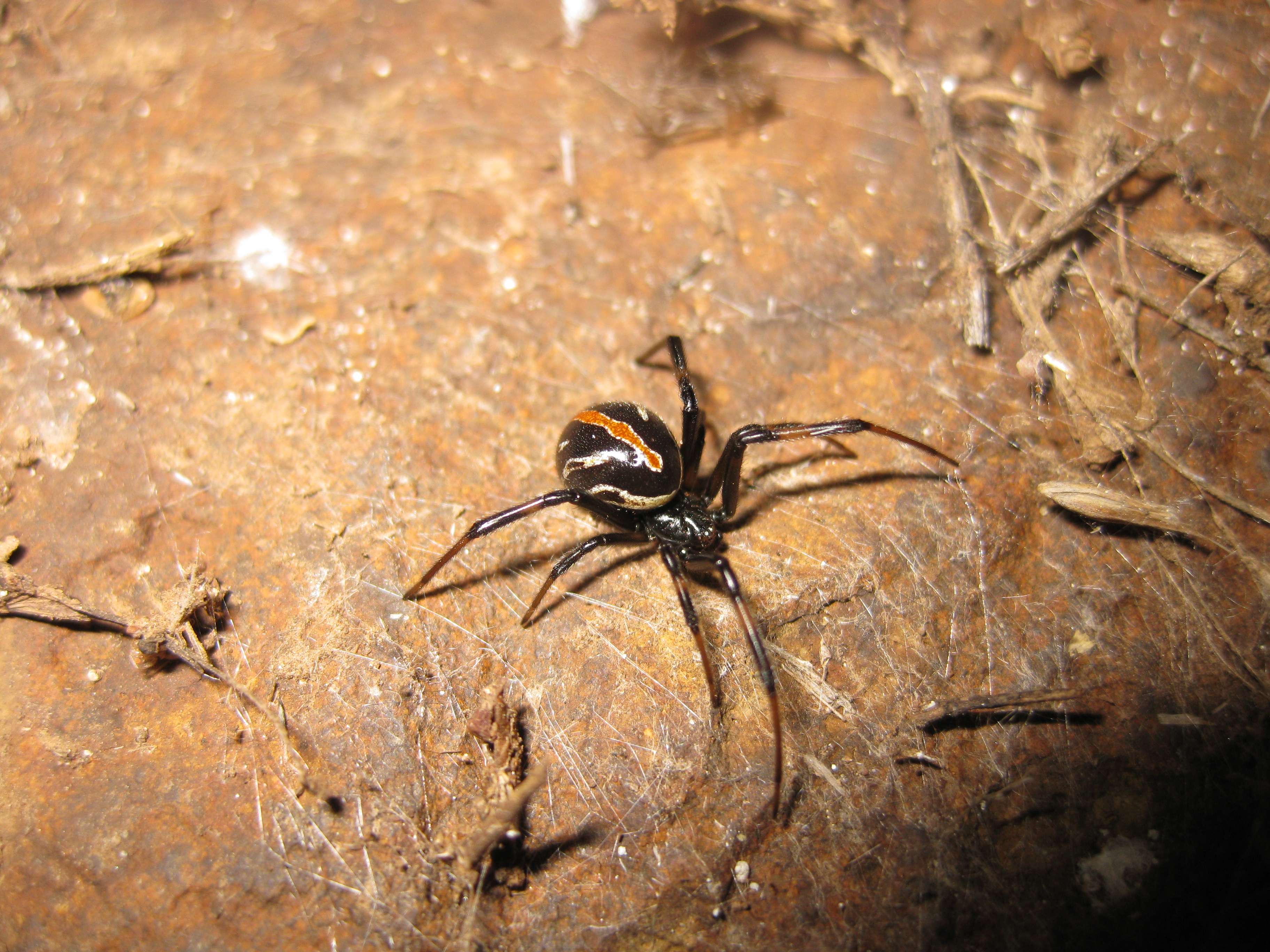
Latrodectus mactans ♂

Latrodectus mactans est une espèce de petite taille, la longueur du corps est de 15 mm chez les femelles. Le dimorphisme sexuel est assez marqué : les mâles sont plus petits avec une longueur de 7 à 9 mm et sont moins colorés. 
On peut aisément la reconnaître grâce à un dessin en forme de sablier rouge vif, parfaitement symétrique, situé sur l’abdomen globuleux d’un noir brillant des femelles. Alors que les signaux aposématiques émis par un animal sont normalement destinés à avertir ses prédateurs mais par la même occasion ses proies, ce signal rouge de la Veuve noire a évolué de telle façon à être plus visible par les prédateurs vertébrés (oiseaux) que par les proies, ce qui traduit un compromis coût-bénéfice.
On attribue son nom au fait que la femelle mange le mâle après l’accouplement. Mais cela n’est pas systématique chez cette espèce.
Bien que non agressive elle est connue pour sa dangerosité à cause de la toxicité de son venin.

## Venin
L'envenimation par morsure d'araignée s'appelle aranéisme et la morsure spécifique à l'une du genre Latrodectus s'appelle latrodectisme.
L'alpha-latrotoxine contenue dans le venin de ces espèces, quinze fois plus toxique que celui du serpent à sonnettes, détruit les vésicules synaptiques. Heureusement, la quantité injectée en cas de morsure est bien plus faible.
Cette toxine catalyse la production d'une quantité massive de neurotransmetteurs (notamment l'acétylcholine) aux extrémités nerveuses en se fixant sur un récepteur. Les  principaux symptômes sont des troubles neurovégétatifs (variations de la température, transpiration et sueurs froides, et de la pression artérielle), des céphalées, des spasmes musculaires (contraction des muscles thoraciques, abdominaux et faciaux), des paresthésies (en particulier une paresthésie de la plante des pieds, pathognomonique), des troubles psychiques (état d'anxiété intense, crainte de mourir, et hallucinations), des nausées, un érythème et un œdème local.
Les cas mortels sont très rares ; les personnes les plus sensibles sont les enfants en bas âge, les personnes âgées ou ayant des problèmes cardiaques.
Comme exemple, en 2003, seulement aux États-Unis, 2 720 morsures de veuve noire ont été répertoriées par l'American Association of Poison Control Centers. 635 enfants et adolescents en étaient victimes, le reste étant des adultes. 860 ont été facilement traitées, avec des soins médicaux appropriés ; 380 ont présenté des problèmes de santé modérés, et 13 des problèmes graves. Il n'y a eu aucun décès. Cependant, ce rapport n'indique pas quelles espèces de veuves noires sont à l'origine de ces morsures (il y a cinq espèces de veuve noire présentes aux États-Unis, ayant chacune un venin de toxicité variable). Les décès consécutifs à une morsure de veuve noire sont plutôt rares de nos jours, les traitements médicaux s'étant améliorés au fil du temps. Il faut cependant avoir accès à ces soins, ce qui n'est pas le cas dans toutes les parties du monde.
Le traitement est basé sur l'injection de gluconate de calcium IV, qui supprime les contractions  et les douleurs musculaires, puis d'un sérum anti-latrodecte spécifique : fraction Fab de Latrodectus. En l'absence de ce sérum, on pratique une injection d'un relaxant musculaire, comme le dantrolène. 
Ce traitement est très efficace s'il est administré dans les vingt-quatre heures suivant la morsure.

## Recherche et développement
En 2007, une équipe de biologistes de l’université de Californie (États-Unis) a finalement identifié les deux gènes majeurs de la synthèse de la soie chez la veuve noire. Par ses propriétés mécaniques remarquables (élasticité, résistance et légèreté), cette soie trouve des applications dans les armures de guerre (gilets pare-balle) ou les matériaux chirurgicaux. La production industrielle peut se faire par l’ajout de ces gènes à celui d’une bactérie (Escherichia coli) qui se met alors à synthétiser la protéine recherchée.

## Taxinomie
Cette espèce admet de nombreux synonymes :
- Aranea mactans Fabricius, 1775
- Meta schuchii C. L. Koch, 1836
- Latrodectus formidabilis Walckenaer, 1837
- Latrodectus perfidus Walckenaer, 1837
- Latrodectus intersector Walckenaer, 1837
- Tetragnatha zorilla Walckenaer, 1841
- Theridion verecundum Hentz, 1850
- Theridion lineatum Hentz, 1850
- Latrodectus malmignatus tropica Hasselt, 1860
- Theridion carolinum Butler, 1877
- Theridion lineamentum McCook, 1879
- Latrodectus insularis Dahl, 1902
- Latrodectus insularis lunulifer Dahl, 1902
- Latrodectus sagittifer Dahl, 1902
- Latrodectus hahli Dahl, 1902
- Latrodectus luzonicus Dahl, 1902
- Latrodectus albomaculatus Franganillo, 1930
- Latrodectus agoyangyang Plantilla & Mabalay, 1935
- Latrodectus mactans mexicanus Gonzalez, 1954

Aucune sous-espèce n'est reconnue par the World Spider Catalog 16.0.

## Galerie

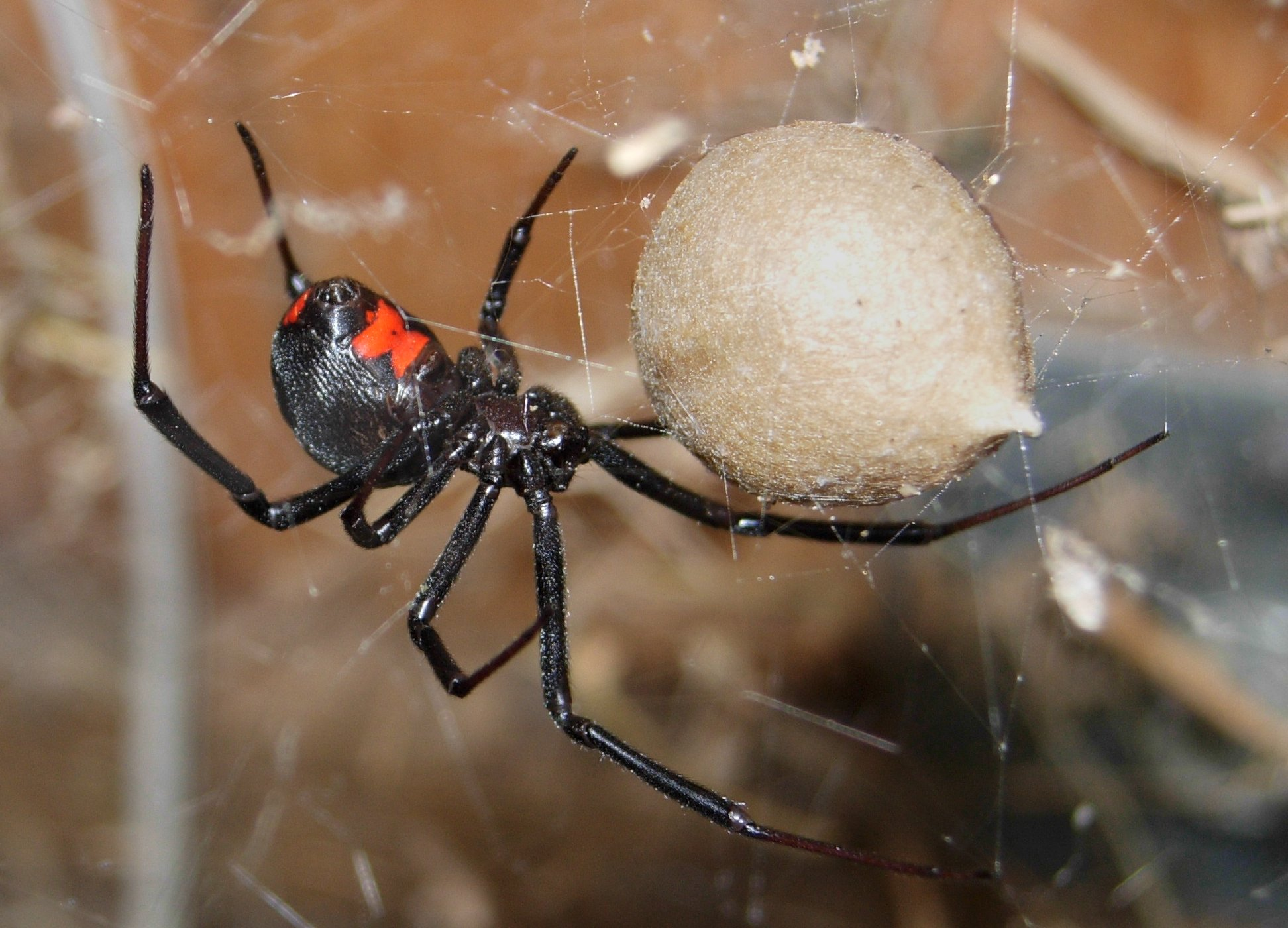
L. mactans - femelle avec son cocon
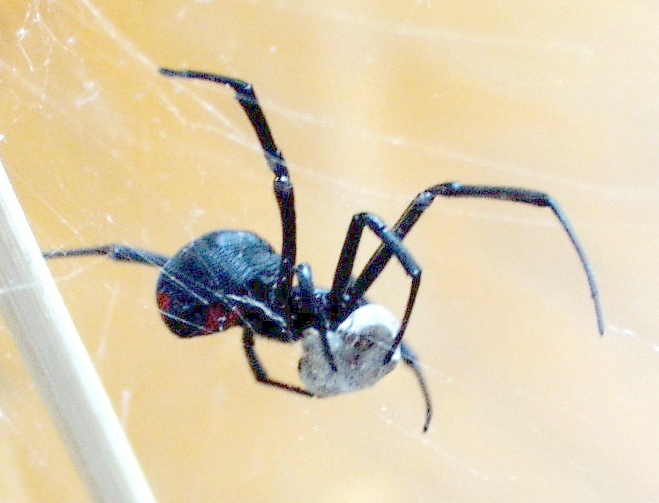
L. mactans avec une proie emballée.
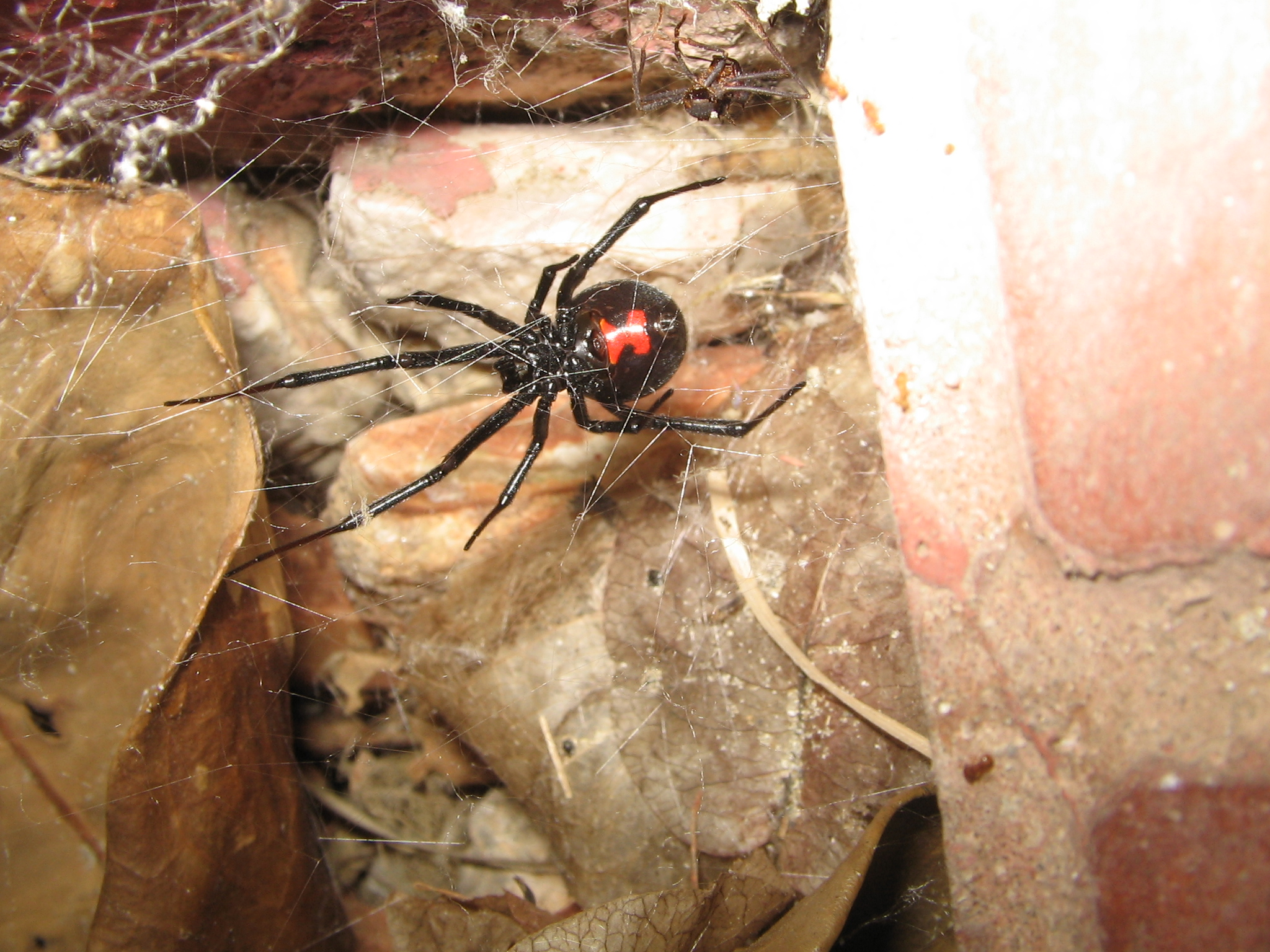
L. mactans
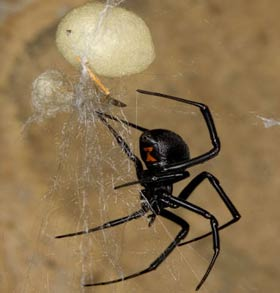
L. mactans femelle avec son sac d'œufs
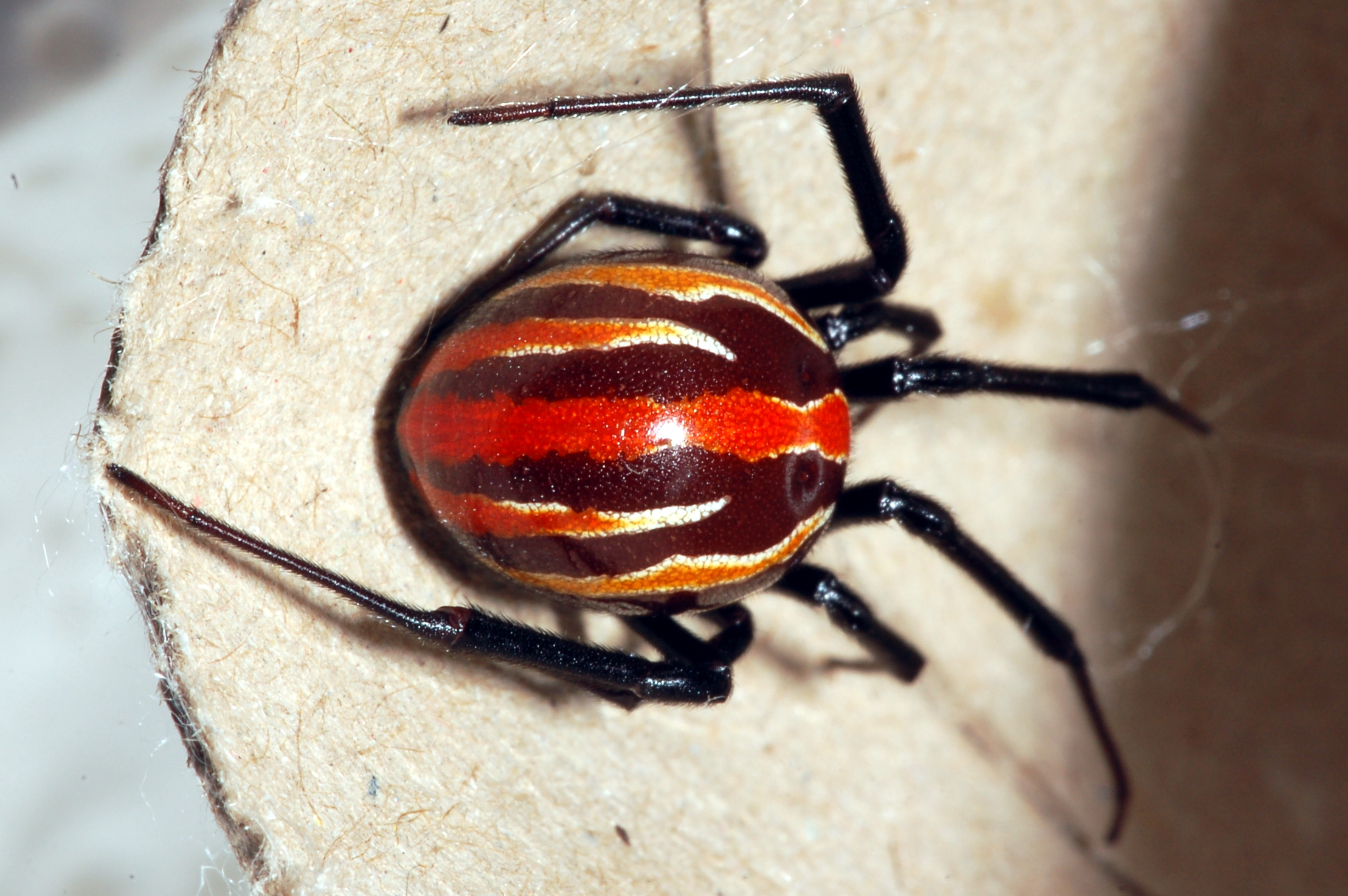
L. mactans
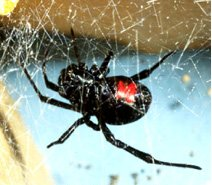
L. mactans
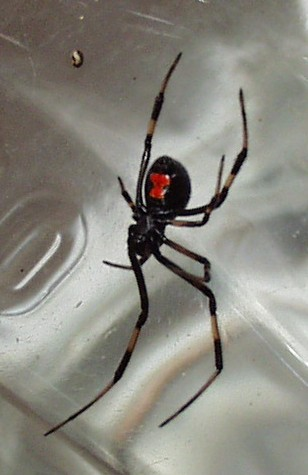
L. mactans en vue ventrale
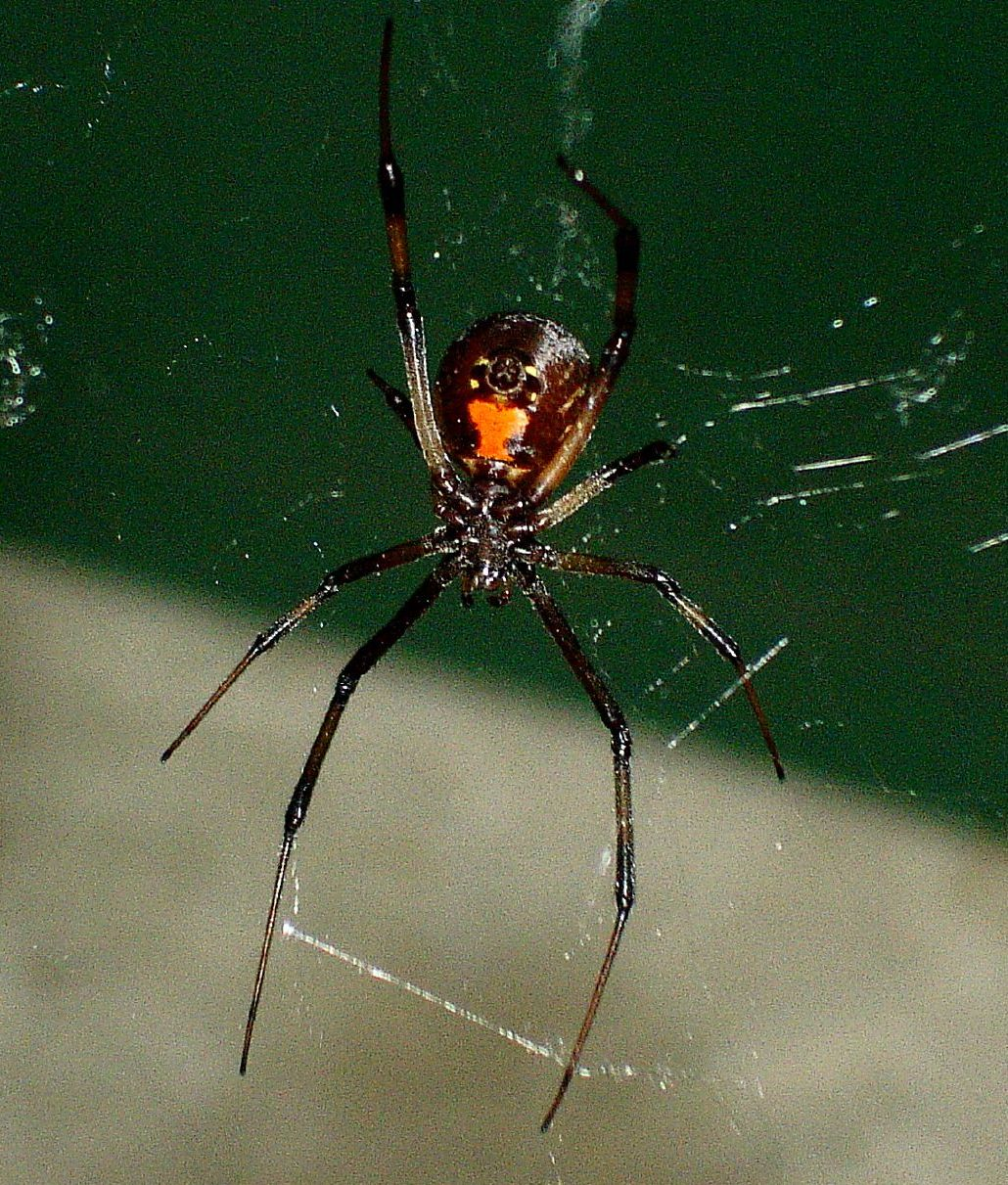
L. mactans

## La veuve noire dans la culture
Dans la culture populaire, la veuve noire est associée au cannibalisme sexuel et est utilisée comme métaphore dans de nombreuses affaires criminelles, particulièrement pour désigner les femmes qui assassinent leur partenaire. De même, la réputation de son venin a inspiré plusieurs auteurs, ce qui fait que la figure de la veuve noire apparaît dans de nombreuses fictions.

### Romans
- Leslie Charteris, Le Saint et la Veuve noire, Paris, A. Fayard, 1953, 224 p.
- Robert Standish, La Veuve noire (The Widow Hack), Paris, Stock, 1968, 253 p.
- Patrick Quentin, La Veuve noire (The Black widow), Paris, Ch. Bourgois, 1982, 268 p. (série B)  (ISBN 2-267-00307-4)
- Christina Crawford, La Veuve noire (Black widow), Paris, Hachette, 1982, 262 p.  (ISBN 2-01-008870-0)
- Stuart Woods, La Veuve noire (Choke). Paris, de Fallois, 1997, 314 p.  (ISBN 2-87706-296-1)
- Maxime Chattam, Maléfices (Lafon), 2004.

### Films
- La Veuve noire (Black Widow, 1954), film américain de Nunnally Johnson, avec Bea Benaderet, Otto Kruger
- La mariée était en noir film français de François Truffaut, (1968).
- La Malédiction de la veuve noire (Curse of the Black Widow, 1977), téléfilm de Dan Curtis, avec Anthony Franciosa, Donna Mills, Patty Duke.
- La Veuve noire (Black Widow, 1987), film américain de Bob Rafelson, avec Debra Winger, Theresa Russell, Sami Frey, Dennis Hopper.
- Spider-Man (film), film américain de Sam Raimi (2002), avec Tobey Maguire,Willem Dafoe, Kirsten Dunst et James Franco. Peter Parker, le personnage principal, se fait mordre par une veuve noire génétiquement modifiée. Il obtient alors des supers pouvoirs.
- Les Noces funèbres de Tim Burton (2004)
- Les Avengers de Marvel (Marvel: the Avengers, 2012), film américain de Joss Whedon.
- Avengers Confidential : La Veuve Noire et Le Punisher (Avengers Confidential: Black Widow & Punisher, 2014), film d'animation américain de Kenichi Shimizu, avec Jennifer Carpenter, Brian Bloom.

### Musique
- Black Widow, opéra de Thomas Pasatieri
- Black Widow Records, label italien
- Black Widow, groupe de rock britannique
- Black Widow, album du groupe Black Widow, 1971
- Black Widow, album de Lalo Schifrin, 1976
- The Black Widow (1975), chanson d'Alice Cooper, présente sur l'album Welcome to My Nightmare, précédée d'une introduction parlée prononcée par l'acteur Vincent Price en fin de Devil's Food, piste précédente sur l'album, où ce dernier décrit entre autres les symptômes de la morsure de la veuve noire.
- Black Widow, chanson de Children of Bodom, parue dans l'album Hatebreeder, opus datant de (1999).
- Black Widow, chanson de la suédoise Anna Ternheim, présente dans l'album Halfway to Fivepoints (2008).
- La Veuve Noire est une chanson de la chanteuse française Mylène Farmer
- Black Widow, chanson de Iggy Azalea et Rita Ora de l'album The New Classic (2014)
- Black Widow, album de In This Moment (2014)
- Black Widow, chanson de Dolores O'Riordan sur l'album Are You Listening? (2007)
- Black Widow (chanson) de  PV Nova sur l'album 10 days 10 songs (2017)

### Comics
- Veuve noire
- Spider-Man

### Jeux vidéo
- Black Widow, jeu vidéo (arcade) d'Atari (1982)
- Black Widow est une aptitude permettant aux personnages féminins d'infliger plus de dégâts aux adversaires masculins dans les jeux Fallout 3,  Fallout: New Vegas et Fallout 4
- Black Widow est le nom d'un vaisseau de combat venant du jeu Eve Online
- Black Widow est le nom d'un fusil de précision venant du jeu Mass Effect 3
- Black Widow est la prise de finition de la catcheuse professionnelle AJ Lee
- Widowmaker (de son nom Anglais, son nom Fr étant Fatale), un personnage féminin du jeu vidéo Overwatch, est souvent associée à la Veuve Noire, de par le nom de ses équipements de combat, ses lignes de dialogues, et son histoire personnelle où elle est notamment responsable du meurtre de son mari. (Les couleurs de son apparence "Widowmaker Noire" font aussi référence à l'araignée").

## Publication originale
- Fabricius, 1775 : Araneae. Systema entomologiae, sistens insectorum classes, ordines, genera, species, adiectis, synonymis, locis descriptionibus observationibus. Flensburg and Lipsiae, p. 431-441.